# FC Viikingit
Maillots
Dernière mise à jour : 5 février 2012.
Le FC Viikingit est un club finlandais de football basé à Helsinki.

## Historique
- 1965 : fondation du club sous le nom de Viikingit
- 1980 : le club est renommé FC Viikingit